# Arrondissement de la province de Buenos Aires
Cet article énumère les 135 arrondissements (ou partidos) de la province de Buenos Aires ainsi que leur chef-lieu.
1. Adolfo Alsina (Carhué)

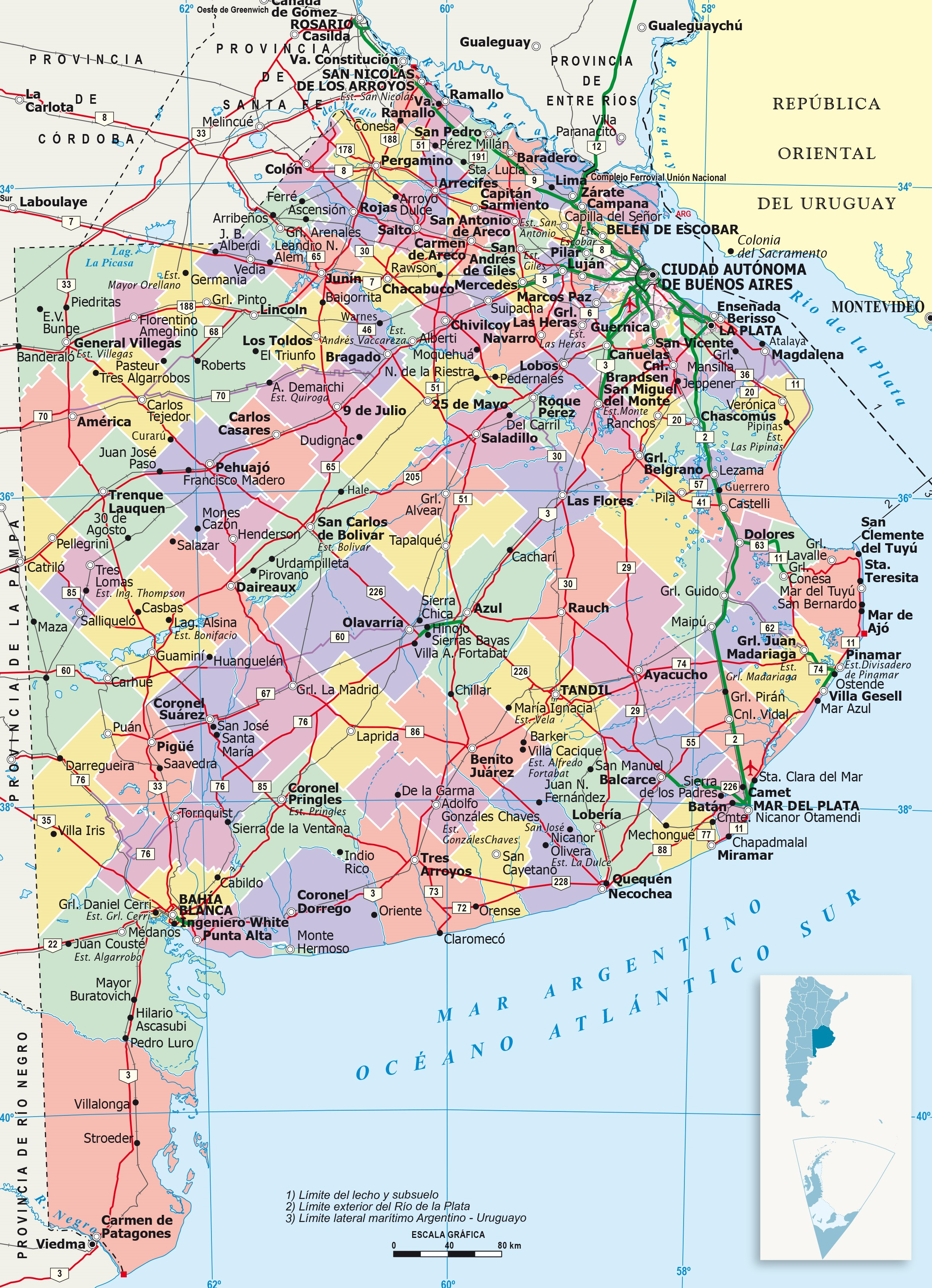
Division politique de la province de Buenos Aires et sa capitale La Plata (point rouge)

2. Adolfo Gonzales Chaves (Adolfo Gonzales Chaves)
3. Alberti (Alberti)
4. Almirante Brown (Adrogué)
5. Avellaneda (Avellaneda)
6. Ayacucho (Ayacucho)
7. Azul (Azul)
8. Bahía Blanca (Bahía Blanca)
9. Balcarce (Balcarce)
10. Baradero (Baradero)
11. Arrecifes, anciennement Bartolomé Mitre (Arrecifes)
12. Benito Juárez (Benito Juárez)
13. Berazategui (Berazategui)
14. Berisso (Berisso)
15. Bolívar (San Carlos de Bolívar)
16. Bragado (Bragado)
17. Brandsen (Brandsen)
18. Campana (Campana)
19. Cañuelas (Cañuelas)
20. Capitán Sarmiento (Capitán Sarmiento)
21. Carlos Casares (Carlos Casares)
22. Carlos Tejedor (Carlos Tejedor)
23. Carmen de Areco (Carmen de Areco)
24. Castelli (Castelli)
25. Chacabuco (Chacabuco)
26. Chascomús (Chascomús)
27. Chivilcoy (Chivilcoy)
28. Colón (Colón)
29. Coronel Dorrego (Coronel Dorrego)
30. Coronel Pringles (Coronel Pringles)
31. Coronel Rosales (Punta Alta)
32. Coronel Suárez (Coronel Suárez)
33. Daireaux (Daireaux)
34. Dolores (Dolores)
35. Ensenada (Ensenada)
36. Escobar (Belén de Escobar)
37. Esteban Echeverría (Monte Grande)
38. Exaltación de la Cruz (Capilla del Señor)
39. Ezeiza (Ezeiza)
40. Florencio Varela (Florencio Varela)
41. Florentino Ameghino (Florentino Ameghino)
42. General Alvarado (Miramar)
43. General Alvear (General Alvear)
44. General Arenales (General Arenales)
45. General Belgrano (General Belgrano)
46. General Guido (General Guido)
47. General Lamadrid (General Lamadrid)
48. General Las Heras (General Las Heras)
49. General Lavalle (General Lavalle)
50. General Madariaga (General Juan Madariaga)
51. General Paz (Ranchos)
52. General Pinto (General Pinto)
53. General Pueyrredón (Mar del Plata)
54. General Rodríguez (General Rodríguez)
55. General San Martín (General San Martín)
56. General Viamonte (Los Toldos - ex-General Viamonte)
57. General Villegas (General Villegas)
58. Guaminí (Guaminí)
59. Hipólito Yrigoyen (Henderson)
60. Hurlingham (Hurlingham)
61. Ituzaingo (Ituzaingo)
62. José Clemente Paz (José Clemente Paz)
63. Junín (Junín)
64. La Costa (Mar del Tuyú)
65. La Matanza (San Justo)
66. La Plata (La Plata)
67. Lanús (Lanús)
68. Laprida (Laprida)
69. Las Flores (Las Flores)
70. Leandro N. Alem (Vedia)
71. Lezama (Lezama)
72. Lincoln (Lincoln)
73. Lobería (Lobería)
74. Lobos (Lobos)
75. Lomas de Zamora (Lomas de Zamora)
76. Luján (Luján)
77. Magdalena (Magdalena)
78. Maipú (Maipú)
79. Malvinas Argentinas (Los Polvorines)
80. Mar Chiquita (Coronel Vidal)
81. Marcos Paz (Marcos Paz)
82. Mercedes (Mercedes)
83. Merlo (Merlo)
84. Monte ou San Miguel del Monte (San Miguel del Monte)
85. Monte Hermoso (Monte Hermoso)
86. Moreno (Moreno)
87. Morón (Morón)
88. Navarro (Navarro)
89. Necochea (Necochea)
90. Nueve de Julio (Nueve de Julio)
91. Olavarría (Olavarría)
92. Patagones (Carmen de Patagones)
93. Pehuajó (Pehuajó)
94. Pellegrini (Pellegrini)
95. Pergamino (Pergamino)
96. Pila (Pila)
97. Pilar (Pilar)
98. Pinamar (Pinamar)
99. Presidente Perón (Guernica)
100. Puán (Puán)
101. Punta Indio (Verónica)
102. Quilmes (Quilmes)
103. Ramallo (Ramallo)
104. Rauch (Rauch)
105. Rivadavia (América)
106. Rojas (Rojas)
107. Roque Pérez (Roque Pérez)
108. Saavedra (Pigüé)
109. Saladillo (Saladillo)
110. Salto (Salto)
111. Salliqueló (Salliqueló)
112. San Andres de Giles (San Andres de Giles)
113. San Antonio de Areco (San Antonio de Areco)
114. San Cayetano (San Cayetano)
115. San Fernando (San Fernando)
116. San Isidro (San Isidro)
117. San Miguel (San Miguel)
118. San Nicolás (San Nicolás de los Arroyos)
119. San Pedro (San Pedro)
120. San Vicente (San Vicente)
121. Suipacha (Suipacha)
122. Tandil (Tandil)
123. Tapalqué (Tapalqué)
124. Tigre (Tigre)
125. Tordillo (General Conesa)
126. Tornquist (Tornquist)
127. Trenque Lauquen (es) (Trenque Lauquen)
128. Tres Arroyos (Tres Arroyos)
129. Tres de Febrero (Caseros)
130. Tres Lomas (Tres Lomas)
131. Veinticinco de Mayo (Veinticinco de Mayo)
132. Vicente López (Olivos)
133. Villa Gesell (Villa Gesell)
134. Villarino (Médanos)
135. Zárate (Zárate)